# فرانك بولك
فرانك بولك هو محامي وسياسي أمريكي، ولد في 13 سبتمبر 1871 في نيويورك في الولايات المتحدة، وتوفي بنفس المكان في 7 فبراير 1943. نشط حزبياً في الحزب الديمقراطي. وقد انتخب United States Under Secretary of State ‏.